# イングリッシュ・コッカー・スパニエル
イングリッシュ・コッカー・スパニエル (英: English Cocker Spaniel) は、鳥猟犬の中でも最小のイギリス産スパニエル。

## 特徴
体高40センチ前後、体重は11キロから13キロ。有名な愛玩犬のアメリカン・コッカー・スパニエルの祖先犬にあたり、姿かたちもよく似ているが、かなり頭がとがっていて口吻も長い。イングリッシュ・スプリンガー・スパニエルとは近縁である。
短めのゆったりとした巻き毛で長いたれ耳、精力的で追跡能力は高く活発。性格は快活で愛情深く聞き分けがよく家庭犬としても愛される。

## 歴史
先祖は10世紀以前にイギリスに渡来したスペイン産のスパニエルで、ウェールズ地方で現在の犬種が確立したと推定される。
イギリスのウェールズ地方で17世紀ごろからヤマシギ猟に用いられ、コック（シギ）を捕る犬という意味で、コッカーと呼ばれるようになった。アメリカン・コッカー・スパニエルの直接の祖先であるといわれているが、1892年にイギリスで異なった犬種として公認され、一方アメリカでは、この2種を交雑させることを阻止する動きがあり、そのことが2犬種を純粋に発展させ、1946年にアメリカでこの2種類をまったく違う犬種として公認している。

## 飼育上の注意点
運動量が多い。また、イングリッシュ・スプリンガー・スパニエルと同様で遊び好きではしゃぎたがる性格で、突発的に興奮することがある。
手入れとしては、定期的なトリミングが必要。厚みのある四肢の被毛は毛玉になりやすいため毎日のブラッシングが大切。垂れ耳であるため、耳掃除も重要で、垂れ耳で耳が蒸れやすく炎症を起こしやすいので通気性をよくするために、耳周りの毛を短めにカットするなど、定期的な耳掃除が必要となる。